# Солнечное затмение 22 октября 2137 года до н. э.
Солнечное затмение 22 октября 2137 года до нашей эры — кольцеобразное солнечное затмение, которое могло наблюдаться в основном на территории современного Китая. Частные фазы затмения могли наблюдаться в большей части Азии и на севере Австралии.
С этим затмением связана легенда, согласно которой в древнем Китае двое астрономов, Хи и Хо, не сумели предсказать затмение, за что были казнены. Это самая ранняя известная историческая запись о солнечном затмении. Однако датировка этой легенды ненадёжна, сомнение вызывает и её достоверность вообще.

## Характеристики
Солнечное затмение произошло 22 октября 2137 года до нашей эры. Затмение было кольцеобразным, его максимальная фаза составила 0,9736, а ширина тени — 102 километра. Максимальная фаза была достигнута в точке с координатами 14°41,5′ северной широты и 134°19,7′ восточной долготы.
Кольцеобразная фаза затмения проходила в Средней Азии и по территории современного Китая, через остров Тайвань и по Тихому океану. Частные фазы затмения могли наблюдаться в большей части Азии, в частности, в азиатской части современной России, на всей территории современных Китая, Индии и Японии, на большей части территории Индонезии. Также частные фазы затмения могли наблюдаться на севере Австралии и на некоторых островах в Океании.

## Наблюдения современниками
В одном из классических китайских текстов ― Шу цзин ― приведена легенда, согласно которой в древнем Китае двое придворных астрономов, Хи и Хо, были слишком пьяны и не сумели предсказать затмение, за что и были казнены. Это самая ранняя известная историческая запись о солнечном затмении, и, по всей видимости, она относится к затмению 2137 года до нашей эры.
Астрономы Хи и Хо забыли о добродетели, предались непомерному пьянству, запустили свои обязанности и оказались ниже своего ранга. Они впервые не сделали ежегодных вычислений путей небесных светил. В последний осенний месяц, в первый его день Солнце и Луна вопреки вычислениям сошлись в созвездии Фанг. Слепых известил барабан, бережливые люди были охвачены смятением, народ бежал. А господа Хи и Хо находились при своей должности: они ничего не слышали и не видели…Шу цзин
Однако датировка этой легенды ненадёжна, сомнение вызывает и её достоверность вообще. Ситуация осложняется тем, что оригинал Шу цзин не сохранился, и этот текст восстанавливался различными способами. Другой источник — Бамбуковые анналы — также упоминает затмение и имена Хи и Хо, причём это единственный источник, где упоминается имя императора — Чжун Кан. Однако из него следует, что затмение произошло 28 октября 1948 года до нашей эры, но в действительности в тот день не было ни затмения, ни даже новолуния. Выдвигались и другие предположения, к какому именно затмению может относиться эта легенда, например, к затмению 23 октября 2110 года до нашей эры.
По другим данным, Хи и Хо — возможно, это вообще был один человек — не были астрономами. Согласно этой теории, они были племенными лидерами, которые поддерживали восстание против императора. Затмение в таком случае стало лишь поводом казни, а не её причиной: Хи и Хо вменялась вина не в том, что они не смогли предсказать затмение, а в том, что они не предупредили о нём население. Это вызвало панику у народа и послужило поводом для карательной акции.

### Комментарии
1. ↑  На сайте NASA Архивная копия от 8 июня 2021 на Wayback Machine и в некоторых других источниках 2137 год до нашей эры записывается как −2136 год.